# Смерть під вітрилом
«Смерть під вітрилом» (латис. «Nāve zem buras») — латвійський радянський двосерійний художній фільм 1976 року режисера Ади Неретнієце за мотивами однойменного роману британського письменника Чарлза Персі Сноу. Виробництво Ризької кіностудії.

## Сюжет
Успішний лікар-онколог, доктор Роджер Міллз, запросив компанію своїх друзів провести час на його яхті. Через кілька днів він знайдений убитим пострілом в серце. За розслідування приймається місцевий поліцейський сержант Берелл і спішно викликаний на підмогу приятель Ієна Кейпла містер Фінбоу.

## У ролях
- Маріанна Вертинська
- Мірдза Мартінсоне
- Микола Крюков
- Антанас Барчас
- Гіртс Яковлевс
- Лембіт Ульфсак
- Яніс Паукштелло
- Ольгерт Дункерс
- Ельза Радзіня

## Творча група
- Сценарій: Віктор Лоренц
- Режисер-постановник: Ада Неретнієце
- Оператор-постановник: Мартиньш Клейнс
- Композитор: Раймонд Паулс